# Serie A2 1996-1997 (pallacanestro femminile)
Il campionato di Serie A2 1996-1997 è stato la 17ª edizione dell'A2 femminile, la terza come terzo livello del campionato italiano di pallacanestro.

## Prima fase

### Girone A

#### Squadre partecipanti
| Squadra                | Stagione | Città            | Palazzetto                            | Stagione precedente |
| ---------------------- | -------- | ---------------- | ------------------------------------- | ------------------- |
| Happidea Albino        | dettagli | Albino (BG)      | Palazzetto dello Sport di Albino      | …                   |
| Delta Alessandria      | dettagli | Alessandria (AL) | Palazzetto dello Sport di Alessandria | …                   |
| AS Sala CA.GI. Brescia | dettagli | Brescia (BS)     | PalaSport di Castelmella              | …                   |
| Finstral Bolzano       | dettagli | Bolzano (BZ)     | Palazzetto dello Sport di Bolzano     | …                   |
| Si Viaggi Luino        | dettagli | Luino (VA)       | Campus di Varese                      | …                   |
| Fanfulla Shi Lodi      | dettagli | Lodi (LO)        | PalaCastellotti                       | …                   |
| Team 86 Valmadrera     | dettagli | Valmadrera (LC)  | Palazzetto comunale di Valmadrera     | …                   |
| Teamsystem Torino      | dettagli | Torino (TO)      | PalaBlu di Moncalieri                 | …                   |

### Girone B?

#### Classifica
La stagione regolare si è chiusa il 12 gennaio 1997.
|  | Pos. | Squadra         | Pt | G  | V  | P  | PtF  | PtS  |
|  | ---- | --------------- | -- | -- | -- | -- | ---- | ---- |
|  | 1.   | Padova 81       | 20 | 14 | 10 | 4  | 1073 | 926  |
|  | 2.   | Triestina       | 20 | 14 | 10 | 4  | 997  | 867  |
|  | 3.   | Interc. Muggia  | 16 | 14 | 8  | 6  | 1004 | 841  |
|  | 4.   | Pakelo S.Bonif. | 16 | 14 | 8  | 6  | 962  | 851  |
|  | 5.   | Treviso         | 16 | 14 | 8  | 6  | 915  | 824  |
|  | 6.   | Epivent VE      | 14 | 14 | 7  | 7  | 1022 | 965  |
|  | 7.   | Lampo Concordia | 10 | 14 | 5  | 9  | 878  | 806  |
|  | 8.   | Pellizzari M.M. | 0  | 14 | 0  | 14 | 597  | 1368 |

Legenda:
      Ammesse alla Poule Promozione.
      Ammesse alla Poule Salvezza.
Regolamento:
Due punti a vittoria, zero a sconfitta.
In caso di arrivo a pari punti, contano gli scontri diretti e la classifica avulsa.

### Girone D

#### Classifica
La stagione regolare si è chiusa il 12 gennaio 1997.
|  | Pos. | Squadra          | Pt | G  | V  | P  | PtF  | PtS |
|  | ---- | ---------------- | -- | -- | -- | -- | ---- | --- |
|  | 1.   | Porcari          | 26 | 14 | 13 | 1  | 1001 | 779 |
|  | 2.   | S. Raffaele Rm   | 22 | 14 | 11 | 3  | 960  | 768 |
|  | 3.   | Cus Cagliari     | 20 | 14 | 10 | 4  | 878  | 835 |
|  | 4.   | A. Palestrina    | 18 | 14 | 9  | 5  | 994  | 945 |
|  | 5.   | Stelle Marine    | 10 | 14 | 5  | 9  | 863  | 939 |
|  | 6.   | Esperia Roma     | 8  | 14 | 4  | 10 | 803  | 848 |
|  | 7.   | Cus Roma         | 4  | 14 | 2  | 12 | 756  | 926 |
|  | 8.   | Al. S. Selargius | 4  | 14 | 2  | 12 | 756  | 971 |

Legenda:
      Ammesse alla Poule Promozione.
      Ammesse alla Poule Salvezza.
Regolamento:
Due punti a vittoria, zero a sconfitta.
In caso di arrivo a pari punti, contano gli scontri diretti e la classifica avulsa.

### Girone E

#### Classifica
La stagione regolare si è chiusa il 12 gennaio 1997.
|  | Pos. | Squadra        | Pt | G  | V  | P  | PtF | PtS |
|  | ---- | -------------- | -- | -- | -- | -- | --- | --- |
|  | 1.   | Pozzuoli NA    | 26 | 14 | 13 | 1  | 997 | 681 |
|  | 2.   | Pantere CE     | 20 | 14 | 10 | 4  | 785 | 698 |
|  | 3.   | Atlete BN      | 18 | 14 | 9  | 5  | 781 | 726 |
|  | 4.   | Potenza        | 14 | 14 | 7  | 7  | 701 | 699 |
|  | 5.   | Aphrodite Sec. | 14 | 14 | 7  | 7  | 847 | 799 |
|  | 6.   | Partenio AV    | 10 | 14 | 5  | 9  | 732 | 806 |
|  | 7.   | Zinzi Caserta  | 10 | 14 | 5  | 9  | 771 | 883 |
|  | 8.   | Robur Ostuni   | 0  | 14 | 0  | 14 | 650 | 974 |

Legenda:
      Ammesse alla Poule Promozione.
      Ammesse alla Poule Salvezza.
Regolamento:
Due punti a vittoria, zero a sconfitta.
In caso di arrivo a pari punti, contano gli scontri diretti e la classifica avulsa.

### Girone F

#### Classifica
La stagione regolare si è chiusa il 12 gennaio 1997.
|  | Pos. | Squadra              | Pt | G  | V  | P  | PtF | PtS |
|  | ---- | -------------------- | -- | -- | -- | -- | --- | --- |
|  | 1.   | Costa Catania        | 26 | 14 | 13 | 1  | 977 | 757 |
|  | 2.   | Palermo              | 20 | 14 | 10 | 4  | 935 | 847 |
|  | 3.   | Alcamo               | 18 | 14 | 9  | 5  | 957 | 774 |
|  | 4.   | Torre di Mezzo Rende | 18 | 14 | 9  | 5  | 837 | 762 |
|  | 5.   | Cestistica Ragusa    | 14 | 14 | 7  | 7  | 891 | 912 |
|  | 6.   | Azzurra Ragusa       | 10 | 14 | 5  | 9  | 726 | 839 |
|  | 7.   | Olimpia Patti        | 4  | 14 | 2  | 12 | 736 | 997 |
|  | 8.   | Cstl Catania         | 2  | 14 | 1  | 13 | 797 | 968 |

Legenda:
      Ammesse alla Poule Promozione.
      Ammesse alla Poule Salvezza.
Regolamento:
Due punti a vittoria, zero a sconfitta.
In caso di arrivo a pari punti, contano gli scontri diretti e la classifica avulsa.

## Seconda fase

### Poule Promozione 1

#### Classifica
La Poule si è chiusa il 4 maggio 1997.
|  | Pos. | Squadra         | Pt | G  | V  | P  | PtF | PtS |
|  | ---- | --------------- | -- | -- | -- | -- | --- | --- |
|  | 1.   | Si Viaggi Luino | 24 | 14 | 12 | 2  | 956 | 802 |
|  | 2.   | Shi Lodi        | 18 | 14 | 9  | 5  | 939 | 855 |
|  | 3.   | Padova          | 16 | 14 | 8  | 6  | 977 | 963 |
|  | 4.   | Valmadrera      | 16 | 14 | 8  | 6  | 847 | 842 |
|  | 5.   | Happidea Albino | 14 | 14 | 7  | 7  | 876 | 856 |
|  | 6.   | Pakelo S.Bonif. | 12 | 14 | 6  | 8  | 881 | 901 |
|  | 7.   | Triestina       | 10 | 14 | 5  | 9  | 833 | 873 |
|  | 8.   | Treviso         | 2  | 14 | 1  | 13 | 755 | 972 |

Legenda:
      Promossa in Serie A2 d'Eccellenza 1997-1998.
Regolamento:
Due punti a vittoria, zero a sconfitta.
In caso di arrivo a pari punti, contano gli scontri diretti e la classifica avulsa.

### Poule Promozione 2

#### Classifica
La Poule si è chiusa il 4 maggio 1997.
|  | Pos. | Squadra          | Pt | G  | V  | P  | PtF | PtS |
|  | ---- | ---------------- | -- | -- | -- | -- | --- | --- |
|  | 1.   | Juvenilia RE     | 26 | 14 | 13 | 1  | 907 | 754 |
|  | 2.   | Telvox RA        | 16 | 14 | 8  | 6  | 808 | 786 |
|  | 3.   | Soft Bologna     | 16 | 14 | 8  | 6  | 846 | 826 |
|  | 4.   | S. Raffaele M.   | 14 | 14 | 7  | 7  | 807 | 749 |
|  | 5.   | Mia e Tua P.     | 14 | 14 | 7  | 7  | 893 | 897 |
|  | 6.   | Paver Borgon.    | 10 | 14 | 5  | 9  | 810 | 806 |
|  | 7.   | Acq. S. Palestr. | 10 | 14 | 5  | 9  | 906 | 983 |
|  | 8.   | FOS Cagliari     | 6  | 14 | 3  | 11 | 785 | 961 |

Legenda:
      Promossa in Serie A2 d'Eccellenza 1997-1998.
Regolamento:
Due punti a vittoria, zero a sconfitta.
In caso di arrivo a pari punti, contano gli scontri diretti e la classifica avulsa.

### Poule Promozione 3

#### Classifica
La Poule si è chiusa il 4 maggio 1997.
|  | Pos. | Squadra           | Pt | G  | V  | P  | PtF | PtS |
|  | ---- | ----------------- | -- | -- | -- | -- | --- | --- |
|  | 1.   | Costa Catania     | 24 | 14 | 12 | 2  | -   | -   |
|  | 2.   | Pozzuoli          | 24 | 14 | 12 | 2  | -   | -   |
|  | 3.   | Alcamo            | 18 | 14 | 9  | 5  | -   | -   |
|  | 4.   | Caserta           | 16 | 14 | 8  | 6  | -   | -   |
|  | 5.   | Rende             | 10 | 14 | 5  | 9  | -   | -   |
|  | 6.   | Benevento         | 8  | 14 | 4  | 10 | -   | -   |
|  | 7.   | Matteotti Palermo | 6  | 14 | 3  | 11 | -   | -   |
|  | 8.   | Optical Potenza   | 6  | 14 | 3  | 11 | -   | -   |

Legenda:
      Ammesse allo spareggio promozione.
 Promossa dopo lo spareggio in Serie A2 d'Eccellenza 1997-1998.
Regolamento:
Due punti a vittoria, zero a sconfitta.
In caso di arrivo a pari punti, contano gli scontri diretti e la classifica avulsa.

#### Spareggio
| Arbitri: | Tedesco Andrisani |

|                      |            |                      |
| Irene Stancanelli 13 | Punti      | 12 Annalisa Accarino |
| Gabriella Di Piazza  | Allenatori | Grillone             |

### Poule Salvezza 1

#### Classifica
La Poule si è chiusa il 4 maggio 1997.
|  | Pos. | Squadra          | Pt | G  | V | P  | PtF  | PtS  |
|  | ---- | ---------------- | -- | -- | - | -- | ---- | ---- |
|  | 1.   | Petrol Lavori    | 18 | 14 | 9 | 5  | 1018 | 864  |
|  | 2.   | Delta 92 AL      | 18 | 14 | 9 | 5  | 906  | 816  |
|  | 3.   | Lampo Concordia  | 16 | 14 | 8 | 6  | 894  | 787  |
|  | 4.   | Bolzano          | 16 | 13 | 8 | 5  | 759  | 725  |
|  | 5.   | Teamsystem TO    | 14 | 14 | 7 | 7  | 967  | 886  |
|  | 6.   | Epivent VE       | 14 | 14 | 7 | 7  | 970  | 890  |
|  | 7.   | Sala Stampi BS   | 14 | 13 | 7 | 6  | 893  | 907  |
|  | 8.   | Pellizzari Magg. | 0  | 14 | 0 | 14 | 595  | 1127 |

Legenda:
      Retrocessa direttamente in Serie B 1997-1998.
Regolamento:
Due punti a vittoria, zero a sconfitta.
In caso di arrivo a pari punti, contano gli scontri diretti e la classifica avulsa.

### Poule Salvezza 2

#### Classifica
La Poule si è chiusa il 4 maggio 1997.
|  | Pos. | Squadra       | Pt | G  | V  | P  | PtF  | PtS |
|  | ---- | ------------- | -- | -- | -- | -- | ---- | --- |
|  | 1.   | MAS Miniato   | 24 | 14 | 12 | 2  | 1083 | 867 |
|  | 2.   | Club Orvieto  | 18 | 14 | 9  | 5  | 916  | 839 |
|  | 3.   | CIA Umbert.   | 18 | 14 | 9  | 5  | 759  | 754 |
|  | 4.   | Esperia Rm    | 14 | 14 | 7  | 7  | 811  | 783 |
|  | 5.   | Stelle Marine | 12 | 14 | 6  | 8  | 862  | 933 |
|  | 6.   | A. Sardi Sel. | 10 | 14 | 5  | 9  | 822  | 872 |
|  | 7.   | Castelguelfo  | 8  | 14 | 4  | 10 | 781  | 820 |
|  | 8.   | Cus Roma      | 8  | 14 | 4  | 10 | 685  | 851 |

Legenda:
      Retrocessa direttamente in Serie B 1997-1998.
Regolamento:
Due punti a vittoria, zero a sconfitta.
In caso di arrivo a pari punti, contano gli scontri diretti e la classifica avulsa.

### Poule Salvezza 3

#### Classifica
La Poule si è chiusa il 4 maggio 1997.
|  | Pos. | Squadra           | Pt | G  | V  | P  | PtF | PtS |
|  | ---- | ----------------- | -- | -- | -- | -- | --- | --- |
|  | 1.   | Castelvolturno    | 24 | 14 | 12 | 2  | -   | -   |
|  | 2.   | Caserta           | 18 | 14 | 9  | 5  | -   | -   |
|  | 3.   | Koala Ragusa      | 16 | 14 | 8  | 6  | -   | -   |
|  | 4.   | Cestistica Ragusa | 16 | 14 | 8  | 6  | -   | -   |
|  | 5.   | Olimpia Patti     | 12 | 14 | 6  | 8  | -   | -   |
|  | 6.   | Avellino          | 10 | 14 | 5  | 9  | -   | -   |
|  | 7.   | Cstl Catania      | 8  | 14 | 4  | 10 | -   | -   |
|  | 8.   | Ostuni            | 8  | 14 | 4  | 10 | -   | -   |

Legenda:
      Retrocessa direttamente in Serie B 1997-1998.
Regolamento:
Due punti a vittoria, zero a sconfitta.
In caso di arrivo a pari punti, contano gli scontri diretti e la classifica avulsa.

## Verdetti
- Si Viaggi Luino, Juvenilia Reggio Emilia e Pallacanestro Pozzuoli promossa in Serie A2 d'Eccellenza.
- Brescia, Montecchio Maggiore, Castelguefo, Cus Roma, Cstl Catania e Ostuni retrocesse in Serie B.